# Hastingsia (plant)
Hastingsia is een geslacht uit de aspergefamilie. De soorten komen voor in het westen van de Verenigde Staten.

## Soorten
- Hastingsia alba
- Hastingsia atropurpurea
- Hastingsia bracteosa
- Hastingsia serpentinicola